# سيسيليا أميرة السويد (1807-1844)
سيسيليا أميرة السويد (بالسويدية: Cecilia av Sverige) (22 يونيو 1807 - 27 يناير 1844)، كانت إحدى بنات غوستاف الرابع أدولف ملك السويد.